# 韦斯特霍尔特
韦斯特霍尔特是德国下萨克森州的一个市镇。总面积14.63平方公里，总人口2354人，其中男性1122人，女性1232人（2011年12月31日），人口密度161人/平方公里。